# Agrochola mansuetella
Agrochola mansuetella är en fjärilsart som beskrevs av Embrik Strand. Agrochola mansuetella ingår i släktet Agrochola och familjen nattflyn. Inga underarter finns listade i Catalogue of Life.